# Liste der Wappen im Landkreis Cochem-Zell
Diese Liste beinhaltet – geordnet nach der Verwaltungsgliederung – alle in der Wikipedia gelisteten Wappen des Landkreises Cochem-Zell in Rheinland-Pfalz. In dieser Liste werden die Wappen mit dem Gemeindelink angezeigt.

## Landkreis Cochem-Zell

Landkreis Cochem-Zell[1]
Lage in Rheinland-Pfalz
Lage in Deutschland

### Verbandsgemeinde Cochem

Verbandsgemeinde Cochem
Beilstein
Bremm
Briedern
Bruttig-Fankel
Cochem
Dohr
Ediger-Eller
Ellenz-Poltersdorf
Ernst
Faid
Greimersburg
Klotten
Lieg
Lütz
Mesenich
Moselkern
Müden (Mosel)
Nehren
Pommern
Senheim
Treis-Karden
Valwig
Wirfus

### Verbandsgemeinde Kaisersesch

Verbandsgemeinde Kaisersesch
Binningen
Brachtendorf
Brieden
Brohl
Dünfus
Düngenheim
Eppenberg
Eulgem
Forst (Eifel)
Gamlen
Hambuch
Hauroth
Illerich
Kaifenheim
Kail
Kaisersesch
Kalenborn
Landkern
Laubach
Leienkaul
Masburg
Möntenich
Müllenbach
Roes
Urmersbach
Zettingen

### Verbandsgemeinde Ulmen

Verbandsgemeinde Ulmen
Alflen
Auderath
Bad Bertrich
Beuren (Eifel)
Büchel[2]
Filz
Gevenich
Gillenbeuren
Kliding
Lutzerath
Schmitt
Ulmen
Urschmitt
Wagenhausen
Weiler
Wollmerath

### Verbandsgemeinde Zell (Mosel)

Verbandsgemeinde Zell (Mosel)
Alf
Altlay
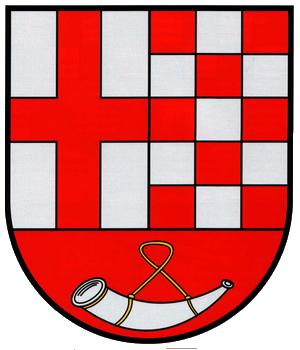
Altstrimmig
Blankenrath
Briedel
Bullay
Forst (Hunsrück)
Grenderich
Haserich
Hesweiler
Liesenich
Mittelstrimmig
Moritzheim
Neef
Panzweiler
Peterswald-Löffelscheid
Pünderich
Reidenhausen
Sankt Aldegund
Schauren
Sosberg
Tellig
Walhausen
Zell (Mosel)

## Historische Wappen

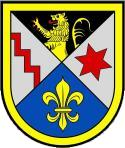
Verbandsgemeinde Treis-Karden

## Blasonierungen
1. ↑  Landkreis Cochem-Zell: Schräglinks geteilt; vorne in Silber ein durchgehendes rotes Kreuz, belegt mit einem silbernen Hifthorn mit goldenem Riemen; hinten in Schwarz ein wachsender, rot bewehrter, gezungter und gekrönter goldener Löwe
2. ↑  Büchel: Durch eine eingeschweifte Spitze bis zum Schildhaupt, darin in Silber sieben schwarze Kreuzchen, gespalten; vorne in Grün ein silberner Turm wachsend; hinten in Rot ein silbernes Säulenkreuz mit aus dem Rand wachsendem Sockel.